# شانگالی (شهرستان اوستیانسکی، استان آرخانگلسک)
شانگالی (به لاتین: Shangaly) یک منطقهٔ مسکونی در روسیه است که در استان آرخانگلسک واقع شده‌است.